# Казачье (Липецкая область)
Каза́чье — деревня в Краснинском районе Липецкой области России. Входит в состав Александровского сельсовета.

## География
Деревня находится в северо-западной части Липецкой области, в лесостепной зоне, к западу от автодороги 42К-295, на расстоянии примерно 7 км (по прямой) к юго-западу от села Красное, административного центра района. Абсолютная высота — 199 м над уровнем моря.

### Климат
Климат характеризуются как умеренно континентальный, с умеренно холодной продолжительной зимой и тёплым летом. Средняя температура воздуха самого холодного месяца (января) — −9,5 °C; самого тёплого месяца (июля) — 19 °C. Вегетационный период длится в среднем 180 дней. Среднегодовое количество атмосферных осадков варьирует в пределах от 500 до 531 мм, из которых около 70 % выпадает в тёплый период в виде дождя.

### Часовой пояс
Деревня Казачье, как и вся Липецкая область, находится в часовой зоне МСК (московское время). Смещение применяемого времени относительно UTC составляет +3:00.

## Население
| 2010 |
| ---- |
| 0    |

### Национальный состав
Согласно результатам переписи 2002 года, в национальной структуре населения русские составляли 80 % из 5 чел.